# Akcja Polska
Poolse Actie (Pools: Akcja Polska), voluit: Christelijk-Nationale Beweging Poolse Actie (Ruch Chrześcijańsko-Narodowy Akcja Polska) was een rechtse politieke partij die in de jaren negentig heeft bestaan.
Op 19 juli 1992, kort na de val van het kabinet-Olszewski, werd de minister van Binnenlandse Zaken van die regering, Antoni Macierewicz, uit zijn partij de ZChN gezet. Vervolgens vormde hij samen met twee andere voormalige parlementariërs van de ZChN een nieuwe fractie in de Sejm onder de naam Akcja Polska en op basis van deze fractie werd even later ook een gelijknamige partij opgericht. Het eerste congres van deze partij vond plaats op 27 februari 1993. Op 6 juni van dat jaar ging de partij op in de Beweging voor de Republiek (RdR) van oud-premier Olszewski, maar verliet deze weer op 30 november na een teleurstellend resultaat in de verkiezingen. De partij steunde de kandidatuur van Olszewski in de presidentsverkiezingen van 1995 en ging daarna op in diens Beweging voor de Wederopbouw van Polen (ROP). Formeel heeft Akcja Polska daarna nog tot 1998 bestaan.
In 1997 zou Macierewicz ook uit de ROP stappen om opnieuw een eigen partij op te richten, de Katholiek-Nationale Beweging (RKN).